# Setge de Girona de 793
El setge de Girona de 793 tingué lloc com a resposta de l'emir Hixam I a la conquesta de Girona de 785 per part dels francs en el context de la conquesta carolíngia d'Hispània. L'atac fou dirigit per Abd-al-Màlik ibn Abd-al-Wàhid ibn Mughith, les forces del qual foren rebutjades per la defensa de la ciutat.

## Antecedents
El 785, les mateixes elits locals que set dècades abans havien capitulat als musulmans lliuraren la ciutat de Jarunda, que estava governada pel valí de Madínat Barxiluna, Matruh ibn Sulayman, a les tropes de Carlemany, que no va intervenir en la campanya.
La debilitat musulmana a la regió, la proximitat carolíngia i la defecció de les ciutats de la Septimània en pro dels francs precipitaren el canvi de bàndol de Girona. Segons l'Alterum Rivipullense hi hagué intervenció divina en suport dels cristians. Carlemany creà el comtat de Girona.

## Setge
La presa de Girona de 785 per part dels francs provocà diverses expedicions musulmanes al territori perdut, entre elles la del 793 dirigida per Abd-al-Màlik ibn Abd-al-Wàhid ibn Mughith, en la que s'assetjà Girona usant trabuquets. L'atac del cabdill àrab fou rebutjat per la defensa de la ciutat.

## Conseqüències
Després d'atacar Girona, Hixam I va assetjar Narbona, vencent a Guillem I de Tolosa a la batalla d'Orbieu, retirant-se a continuació a la Cerdanya. Un nou intent d’apoderar-se de les terres de Girona tingué lloc tres anys més tard, el 796.